# 云南网藤蕨
云南网藤蕨（学名：Lomagramma yunnanensis）为藤蕨科网藤蕨属下的一个种。其种加词 yunnanensis 意为“云南的”。
现接受名为网藤蕨（Lomagramma sorbifolia (Willd.) Ching, 1933）。